# Народная улица (Великий Новгород)
Наро́дная — одна из улиц Великого Новгорода. Находится на Торговой стороне, на территории бывшей Никольской слободы.
Начинается у вала Окольного города и параллельно Пестовской и проходит до Московской улицы. Протяжённость — 720 м.
Образована после войны, в конце 1940-х годов. Первоначально называлась Малая Волховская. В 1958 году получила современное название «в честь советского народа — победителя в Великой Отечественной войне». Застроена частными и многоквартирными жилыми домами.